# جينفييف كلايس
جينفييف كلايس (17 يوليو 1935 - 30 أبريل 2018)  هو رسامة تجريدية هندسية فرنسية.
قريبة لأوغست هيربين، وُلدت موهبتها في الرسم من خلال قراءة مجلة فن اليوم، التي كانت منبرًا للتجريد الهندسي. 
كانت ابنة شقيقة حفيدة الرسام التجريدي أوغست هيربين، أحد مؤسسي جمعيةالتجريد-الخلقAbstraction-Création الباريسية للفنانين. رأى هيربين أعمال كلايس لأول مرة عندما كانت في الثامنة عشرة من عمرها وشجعها على الاستمرار في الرسم. في نظره، كانت كلايس "الخليفة الذي عينته الأقدار والوراثة". وكما هو الحال مع هيربين، يظهر في أعمال كلايس التزامٌ بمُثل النقاء الشكلي والكمال في التنفيذ. في هذه السن الصغيرة، عملت بلا كلل، وغالبًا ما كانت ترسم ليلًا بعد يومٍ طويل في الاستوديو، حيث كانت ترسم الأشكال التجريدية بعناية على لوحات جريئة ومُلوّنة.

## التسلسل الزمني
- 1958 - المعارض الشخصية الأولى في جاليري كايل في كامبراي وجاليري هايبلر في باريس.
- 1959 - ينتقل إلى باريس ويشارك الاستوديو مع هيربين.
- 1961 - أول معرض لها في Galerie Denise René في باريس حيث ستواصل عرض أعمالها بانتظام في السنوات التالية.
- 1967 - متحف الفنون الجميلة بلا شو دو فون. بينالي باريس.
- 1968 - "الفن البصري" في متحف الفنون الجميلة في أوسلو.
- 1970 - باريس: كلايس، جاليري دينيس رينيه.
- 1971 - أمستردام: Claisse، Galerie d'Eendt.
- 1972 - مركز الفن الحديث في ألونسون.
- 1978 - باريس: كلايس، المفاهيم المتعددة الخطوط، غاليري دينيس رينيه.
- 1981 - باريس: كلايس، جينيفيف كلايس، غاليري دينيس رينيه.
- 1983 - قصر الفنون الجميلة في ليل.
- 1989 - متحف ماتيس دو كاتو-كامبريسي (مجموعة دائمة).

في عام 1965، ركزت عملها على اللون (Cercles, ADN).

## قراءة إضافية
- جيرمين جرير، سباق العوائق: ثروات الرسامات وأعمالهن، توريس (1979)